# Carel Eiting
Carel Eiting (Amsterdam, 11 febbraio 1998) è un calciatore olandese, centrocampista dello Sparta Rotterdam in prestito dal Twente.
Nell'estate del 2019 viene indicato dall'UEFA come uno dei 50 giovani più promettenti per la stagione 2019-2020.

## Caratteristiche tecniche
È un mediano.

## Carriera

### Club
Cresciuto nelle giovanili dell'Ajax, ha esordito il 26 ottobre 2016 in occasione del match di KNVB beker vinto 6-1 contro il Kozakken Boys. Dopo una lunga esperienza maturata con lo Jong Ajax, gioca le sue prime partite da titolare in prima squadra a partire dal gennaio 2020.
Il 19 settembre 2020 va a giocare in prestito all'Huddersfield Town.
Il 25 giugno 2021 l'Ajax lo cede a titolo definitivo al Genk.
Il 31 gennaio 2022 rescinde il proprio contratto con i belgi e, contestualmente, fa ritorno all'Huddersfield Town.
Dopo 5 presenze con il club inglese passa prima al Volendam nella stagione 2022-2023 con cui colleziona 34 presenze e 3 gol, passa poi al Twente dove in una stagione e mezza mette a referto 2 gol in 39 partite per poi passare il 17 gennaio 2025 in prestito allo Sparta Rotterdam.

### Nazionale
Ha giocato nelle nazionali giovanili olandesi Under-17, Under-18, Under-19, Under-20 ed Under-21.

## Statistiche

### Presenze e reti nei club
Statistiche aggiornate al 6 gennaio 2017.
| Stagione        | Squadra         | Campionato      | Campionato | Campionato | Coppe nazionali | Coppe nazionali | Coppe nazionali | Coppe continentali | Coppe continentali | Coppe continentali | Altre coppe | Altre coppe | Altre coppe | Totale | Totale | Totale |
| Stagione        | Squadra         | Comp            | Pres       | Reti       | Comp            | Pres            | Reti            | Comp               | Pres               | Reti               | Comp        | Pres        | Reti        | Pres   | Reti   |        |
| --------------- | --------------- | --------------- | ---------- | ---------- | --------------- | --------------- | --------------- | ------------------ | ------------------ | ------------------ | ----------- | ----------- | ----------- | ------ | ------ | ------ |
| 2016-2017       | Ajax            | ED              | 0          | 0          | CO              | 1               | 0               | UCL+UEL            | 0                  | 0                  |             | -           | -           | 1      | 0      |        |
| 2017-2018       | Ajax            | ED              | 4          | 0          | CO              | 2               | 0               | UEL                | 0                  | 0                  |             | -           | -           | 6      | 0      |        |
| Totale carriera | Totale carriera | Totale carriera | 4          | 0          |                 | 3               | 0               |                    | 0                  | 0                  |             | -           | -           | 7      | 0      |        |

## Palmarès

### Club

#### Competizioni nazionali
- Eerste Divisie: 1

Jong Ajax: 2017-2018
- Coppa dei Paesi Bassi: 1

Ajax: 2018-2019
- Campionato olandese: 1

Ajax: 2018-2019
- Supercoppa dei Paesi Bassi: 1

Ajax: 2019